# North Shore (Virginie)
 (mars 2025).
Pour les articles homonymes, voir North Shore.
North Shore est une census-designated place située dans le comté de Franklin, dans l’État de Virginie, aux États-Unis. Lors du recensement de 2020, elle comptait 3 332 habitants.